# 加利納山
加利納山（Galinakopf）是中歐的山峰，位於列支敦斯登和奧地利接壤的邊境，屬於雷蒂孔山的一部分，海拔高度2,198米，每年平均降雨量1,852毫米。